# Chùa Yên Phú
Chùa Yên Phú nằm ở xã Liên Ninh, huyện Thanh Trì, Hà Nội là ngôi chùa cổ nhất Việt Nam, được thành lập vào những năm đầu Công nguyên .

## Lịch sử
Chùa Yên Phú còn có tên là Thanh Vân Cổ Tự. Tương truyền chùa có từ thời Hai Bà Trưng do sư bà Phương Dung, con ông Trương Công và bà Phùng Thị Huệ, chủ trì.
Năm 16 tuổi, Phương Dung một lòng mộ đạo, quyết không lấy chồng, xuất gia tại chùa Thanh Vân cổ tự.
Mội hôm vào giờ mùi, bà tắm ở sông Kim Ngưu thấy đám mây lành sà xuống quấn lấy thân thể, bà kinh hãi trờ về chùa.
Đêm đó, bà nằm mơ có vị tướng mặc áo gấm, đeo ngọc đến bảo rằng là thủy thần và làng này phúc dày nên sẽ có 2 vị thủy thần đầu thai xuống, đừng lo lắng. Hôm sau, đi qua miếu bà thấy 2 quả trứng rất to bèn mang về chùa, tiếng sấm nổ, 2 quả trứng nở thành 2 người đầu người mình rắn, bà biết đó là thủy thần, ngày đó là 22/4 năm Quý Tỵ.
Dân làng kéo đến xem, 2 vị thủy thần bảo dân làng, họ là thủy thần mà làng thờ cúng lâu nay tên là Trung Vũ, Đài Liệu, nay giáng sinh để giúp dân, giúp nước.
Trung vũ, Đài Liệu được Phương Dung nuôi dưỡng, văn tài võ lược, có năm hạn hán, 2 vị ra tay cầu mưa giúp dân, lại có năm lũ lụt, dân kêu cầu liền biến thành khúc đê ngăn lũ cho dân, dân không biết nen cuốc phải làm đứt một đoạn đuôi, từ đó có tên Ông Cụt và Ông Dài.
Khi Tô Định sang cướp nước, Phương Dung và 2 con nuôi tham gia đánh giặc sau được Trưng Nữ Vương ban phong cho trở về quê. Mẹ con tử về quê bằng thuyền rồng thì thấy mây xà xuống, mưa to gió lớn, sau đó Phương Dung mặc áo gấm, cưỡi xe bay về trời còn hai con nuôi bay lên rồi lao thẳng xuống sông. Hôm đó là ngày 7/11 âm lịch. Trưng Vương cho dân làng thờ cúng 3 vị.
Năm Thiên Phúc đời Lê Đại Hành, gia phong:
- Phương Dung: Hoàng Thái Hậu Tuệ Tĩnh Phu Nhân, Trinh Thục Chí Đức Đoan Trang Cẩn Tiết Hoàng Thái Hậu.
- Trung Vũ, Đài Liệu: Bản Cảnh Thành Hoàng Linh Phù Chi Thần, Hộ Quốc Khang Dân Phù Vận Dương Vũ Uy Dực Thánh Bảo Cảnh Hiển Hữu Trợ Thuân Linh Ứng Đại Vương.

Trong cuộc kháng chiến chống quân Thanh, Quang Trung đã chọn nơi đây làm nơi tập kết quân chuẩn bị đánh trận Ngọc Hồi.
Từ năm 1946 đến 1954, chùa là nơi nuôi giấu cán bộ.
Chùa hiện còn lưu giữ khá nhiều di vật có giá trị lịch sử, khảo cổ.
Chùa xưa nằm ở cánh đồng lăng, sau hư hỏng nặng dân chuyển về khu vườn Miếu như hiện nay, cách đồng hiện còn lăng mộ Sư Phương Dung.
Ngoài Thờ Tam bảo Phật, chùa từ xưa có thờ thêm Phương Dung, gia đoạn 1947-1954 đình bị phá nên dân làng rước bài vị thành hoàng về phối thờ tại đây, sau đợt trùng tu gần đây nhất hoàn thành năm 2011, chùa thờ thêm cả Quang Trung - Nguyễn Huệ.
Hội chùa từ ngày mùng 5 đến 7 tháng 11 âm lịch.
Các đợt trùng tu được ghi nhận: 1901, 1930, 2009.

## Các di vật
- Thần Phả niên hiệu Hồng Phúc 1572: ghi sự tích Phương Dung và 2 thủy thần.
- 23 đạo sắc phong đời Lê Trung Hưng, Nguyễn: sớm nhất năm 1647, muộn nhất năm 1924.
- 3 văn bia niên đại: 1902, 1922, 1929.
- Huân chương kháng chiến hạng nhất năm 1954.
- Bằng di tích lịch sử văn hóa cấp Quốc Gia năm 1988.

## Các đời trụ trì
- Tổ Sư Ni Phương Dung: thời Hai Bà Trưng
- Sư Cụ Thích Đàm Nghi: giai đoạn kháng chiến 1945
- Thượng Tọa Thích Thọ Lạc (trụ trì hiện nay): sinh năm 1963 tại Kim Sơn /Ninh Bình, xuất gia tại chùa Đồng Đắc với cố Đệ Nhất Pháp Chủ Thích Đức Nhuận (1897-1993) (phái Tào Động chùa Hòe Nhai, Quảng Bá, Đồng Đắc Kim Liên), sư thọ giới năm 1983, được tấn phong Thượng Tọa năm 2007, hiện là: Ủy viên thường trực hội đồng trị sự TƯ giáo hội PGVN, Trưởng ban trị sự PGVN tỉnh Ninh Bình. Trưởng ban văn hóa PG TƯ GHPGVN, Phó Ban trị sự PGVN tỉnh Nghệ An, trụ trì chùa Đồng Đắc, trụ trì chùa Yên Phú, Trụ trì chùa Đại Tuệ
- Thượng tọa Thích Trí Như: phó trụ trì hiện nay, sư là đại đệ tử của Trụ trì Thích Thọ Lạc, sư sinh năm 1969, được tấn phong thượng tọa năm 2015, hiện là Phó hiệu trưởng trường trung cấp Phật học Hà Nội, trụ trì chùa Quỳnh Đô - Thanh trì, phó trụ trì chùa Yên Phú.